# François Farges
Pour les articles homonymes, voir Farges.
François Farges, né le 4 août 1962 à Illiers-Combray en Eure-et-Loir, est un minéralogiste et universitaire français. Il est Professeur du Muséum national d'histoire naturelle (PR CE2) à Paris depuis 2006 après avoir été Consulting Professor à l'université Stanford (Californie) jusqu'en 2014, directeur de recherches à Mines ParisTech de 1999 à 2006 et maitre de conférences à l'université de Marne-la-Vallée (devenue depuis Université Gustave Eiffel) de 1991 à 1999. Il est spécialisé en minéralogie environnementale (cycle des métaux lourds dans les géotopes et environnements) et patrimoniale (histoire et reconstitutions des grandes gemmes mythiques de l'Histoire).

## Biographie
Il est membre honoraire de l'Institut universitaire de France dont il a reçu la médaille junior en 1999. Il a reçu les distinctions américaines Cox (2001) et Blaustein (2005), la médaille Hawley du Canada (2007) ainsi que le prix Gübelin 2010 (2e place) pour diverses publications scientifiques sur les nanominéralogies des métaux de transition ainsi que sur sa redécouverte du diamant bleu de Louis XIV (ou "de la Couronne de France").
Il est auteur de plus de 300 ouvrages (essentiellement des articles en anglais dans des revues à citation) sur la minéralogie des métaux stratégiques en contexte magmatique, l'archéominéralogie ou la minéralogie environnementale. Ses statistiques de chercheur de niveau international sont consultables sur son profil Researchgate et sur son profil Google Scholar.
Au Muséum national d'histoire naturelle à Paris, il a été chargé de conservation des collections nationales de minéralogie et de gemmologie entre 2007 et 2011 et directeur de l'équipe minéralogie entre 2009 et 2010.
Au MNHN, il a redécouvert le mythique diamant bleu de Louis XIV grâce à un modèle en plomb retrouvé dans les collections de gemmologie du MNHN où il avait été déposé il y près de 200 ans sans que personne le repère,. Les archives permettent de révéler l'histoire secrète du vol de ce diamant mythique. L'article a fait la une de Libération du 25 novembre 2008 ainsi que celle de la prestigieuse revue Gems & Gemmology (printemps 2009).
En 2013, il a retrouvé la véritable histoire du "Grand Saphir de Louis XIV", autrefois confondu avec le saphir dit 'Ruspoli" (qui est un autre saphir de facettage très différent mais de poids similaire avec lequel il a été confondu). Grâce à la découvertes d'archives inconnues, il a découvert que le "Grand Saphir" est la gemme jumelle du diamant bleu de Louis XIV et que le roi les avait acquises a peu près en même temps, au printemps 1669. Avec des collègues lyonnais, il montre aussi que le saphir de Louis XIV est originaire de Sri Lanka.
En 2014, il publie une anthologie sur les grands diamants de la Couronne de France entre François Ier et Louis XVI, à la suite de ses découvertes de divers moulages de diamants perdus, permettant une reconstitution de ce fonds extraordinaire sur des bases plus rigoureuses d'un point de vue historique et gemmologique.
Il continue néanmoins ses recherches en minéralogie environnementale. Il a été président du comité de programme environnement et patrimoine (CP6) sur les synchrotrons français SOLEIL et ESRF entre 2010 et 2014. En 2015, il publiera deux anthologies sur la spectrométrie d'absorption X appliquée aux matériaux géologiques et au patrimoine culturel.
Il publie aussi la nouvelle découverte d'un saphir oublié de 291 carats, qu'il nomme le "Grand Saphir de Devonshire-Branicki" qui fut détruit en 1921 mais dont le MNHN possède l'unique moulage connu.
Divers publications détaillent la reconstitution des diamants que Jean-Baptiste Tavernier vendit à Louis XIV en 1668 y compris le grand diamant bleu,. Ces études sont parmi les premières à utiliser des formalismes de la mécanique quantique, dont l'équation de Bethe-Salpeter, pour calculer l'absorption optique théorique d'un minéral à partir d'un cluster atomique tridimensionnel, en l’occurrence les mailles atomiques d'un diamant bleu dopé au bore mais aussi d'autres diamants de couleur tel le Tiffany (en). Il publie ses résultats de recherche sur les jades des collections du MNHN qui furent présentés dans l'exposition "Jades, des empereurs à l’Art déco" au musée national des arts asiatiques – Guimet à Paris ainsi que diverses "pierres vitales" du MNHN lors de l'exposition "Être pierre" au musée Zadkine à Paris (septembre 2017-février 2018).
En 2020, il publie l'étude de l'inventaire inédit des joyaux de la Couronne de France de 1666 puis participe à un ouvrage en anglais sur les grands diamants historiques.

## Publications grand public
Auteur de nombreuses publications scientifiques, il a également écrit un roman historique avec Thierry Piantanida, Le Diamant bleu, sur l'histoire du diamant bleu de Louis XIV.
Il est aussi photographe de minéraux : il a publié divers ouvrages en 2014 : La lecture des Pierres, (chez Xavier Barral), Trésors de la Terre, (chez Artlys) et du hors-série de Connaissance des Arts "Chefs-d'œuvre de la galerie de minéralogie".
L'ouvrage "La lecture des pierres" a été repris, corrigé et réédité en 2020 par l'Atelier EXB.
Pour les plus jeunes et les novices, il a écrit un guide des minéraux et pierres précieuses, (chez Dunod) dont la seconde édition - revue et augmentée - est parue en 2015. Une troisième édition, enrichie de nouvelles fiches, est parue en 2018 dont une traduction en chinois traditionnel.
Avec Michèle Bimbenet-Privat, Conservateur en chef au département des objets d'arts du musée du Louvre à Paris, il co-signe un ouvrage sur une extraordinaire "boite à portrait",, acquise en 2009 grâce à la Société des Amis du Louvre.

## Expositions
Depuis 2009, François Farges a contribué en tant qu'expert ou commissaire scientifique au montage de quatre expositions importantes :
- Or des Amériques, une adaptation au MNHN à Paris (avril 2009-janvier 2010) de l'exposition temporaire éponyme qui eut lieu à Québec au Musée de la civilisation.
- Paris, berceau de la cristallographie[45] en l'honneur de l'année internationale de la cristallographie 2014[46] dont le site web de cette exposition[47].
- Trésors de la Terre, une exposition permanente visitable au sein de la grande galerie de minéralogie du MNHN, ouverte le 19 décembre 2014 [48] avec un site web dédié[49].
- Pierres précieuses, une exposition temporaire au sein de la Grande Galerie de l'Evolution du MNHN en collaboration avec Van Cleef & Arpels (16 septembre 2020-22 aout 2021). Cette exposition est la version parisienne et considérablement augmentée de "The Art and Science of Gems" qui eut lieu en 2016 au ArtScience Museum de Singapour dans laquelle il proposa, sur invitation de Van Cleef & Arpels et au nom du MNHN, un synopsis inédit pour expliquer la formation d'une trentaine de gemmes utilisées dans les créations de haute-joaillerie de Van Cleef & Arpels[50]. Dans le livre de l'exposition parisienne[51], il reprend et enrichi le synopsis de 2016 de deux thèmes : "Histoires de la Terre et des savoir-faire" et "Paris, lieu de savoirs". Dans le livre de l'exposition, il coordonne une trentaine d'essais sur l'histoire, la science, l'art et la sociologie autour des pierres précieuses dont une quinzaine d'essais personnels, fruit d'années de recherches et de reflexions autour des collections historiques du MNHN. Les provenances de diverses pièces sont compilées dont la "Grande Table des Orsini" [52] et "L'arbre" de Jean Vendome (1976) une sculpture gemmologique qu'il a retrouvé dispersée dans les collections du MNHN puis remontée avec l'aide de Thierry Vendome[53].